# ラ・シャペル＝ルスラン
ラ・シャペル＝ルスラン （La Chapelle-Rousselin）は、フランス、ペイ・ド・ラ・ロワール地域圏、メーヌ＝エ＝ロワール県のかつて存在したコミューン。

## 地理
モージュ地方に位置する、アンジューのコミューンである。県道756号線の途上、シュミエの西にある。オートルート A87号線がコミューンを横切っている。

## 歴史
第一次世界大戦では34人の住民が命を落とした。第二次世界大戦では、住民から犠牲者はなかった。
2014年、自治体間連合レジオン・ド・シュミエに属するコミューン全てが合併して新たにコミューンとなる計画が持ち上がった。2015年7月2日、自治体間連合レジオン・ド・シュミエに属するコミューンの議会全てで合併が可決され、2015年12月15日よりコミューン・ヌーヴェル（fr、サルコジ政権時代に成立したフランス国家領土改革法にのっとり、合併して誕生したコミューンの名称）のシュミエ＝アン＝アンジューとなることが決定した。

## 人口統計
| 1962年 | 1968年 | 1975年 | 1982年 | 1990年 | 1999年 | 2006年 | 2012年 |
| ------ | ------ | ------ | ------ | ------ | ------ | ------ | ------ |
| 558    | 570    | 578    | 569    | 578    | 596    | 680    | 741    |

source=1999年までLdh/EHESS/Cassini、2004年以降INSEE